# Hippodrome du Curragh
Pour les articles homonymes, voir Curragh.
 (septembre 2024).
L'hippodrome du Curragh, généralement appelé le Curragh, est le plus important champ de course pour Pur-sang d'Irlande. Il est situé sur la plaine de Curragh près de Newbridge, dans le comté de Kildare, en Irlande.